# Famelica bitrudis
Famelica bitrudis é uma espécie de gastrópode do gênero Famelica, pertencente a família Raphitomidae.